# Sedum eastwoodiae
Sedum eastwoodiae är en fetbladsväxtart som först beskrevs av Britt., och fick sitt nu gällande namn av Alwin Berger. Sedum eastwoodiae ingår i Fetknoppssläktet som ingår i familjen fetbladsväxter. Inga underarter finns listade i Catalogue of Life.

## Bildgalleri

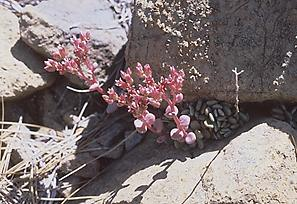